# Konzerthaus Freiburg

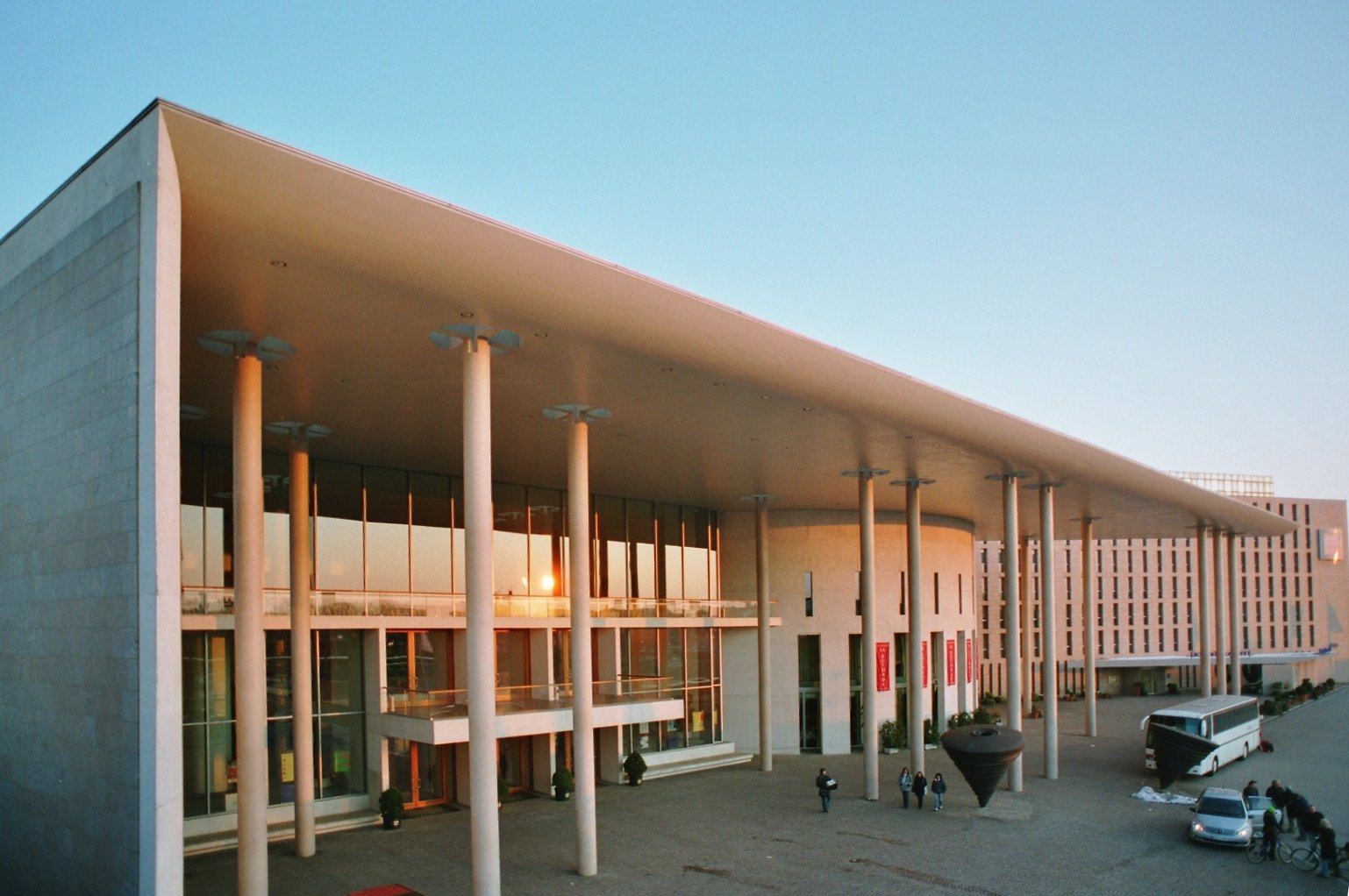
Westfront des Konzerthauses

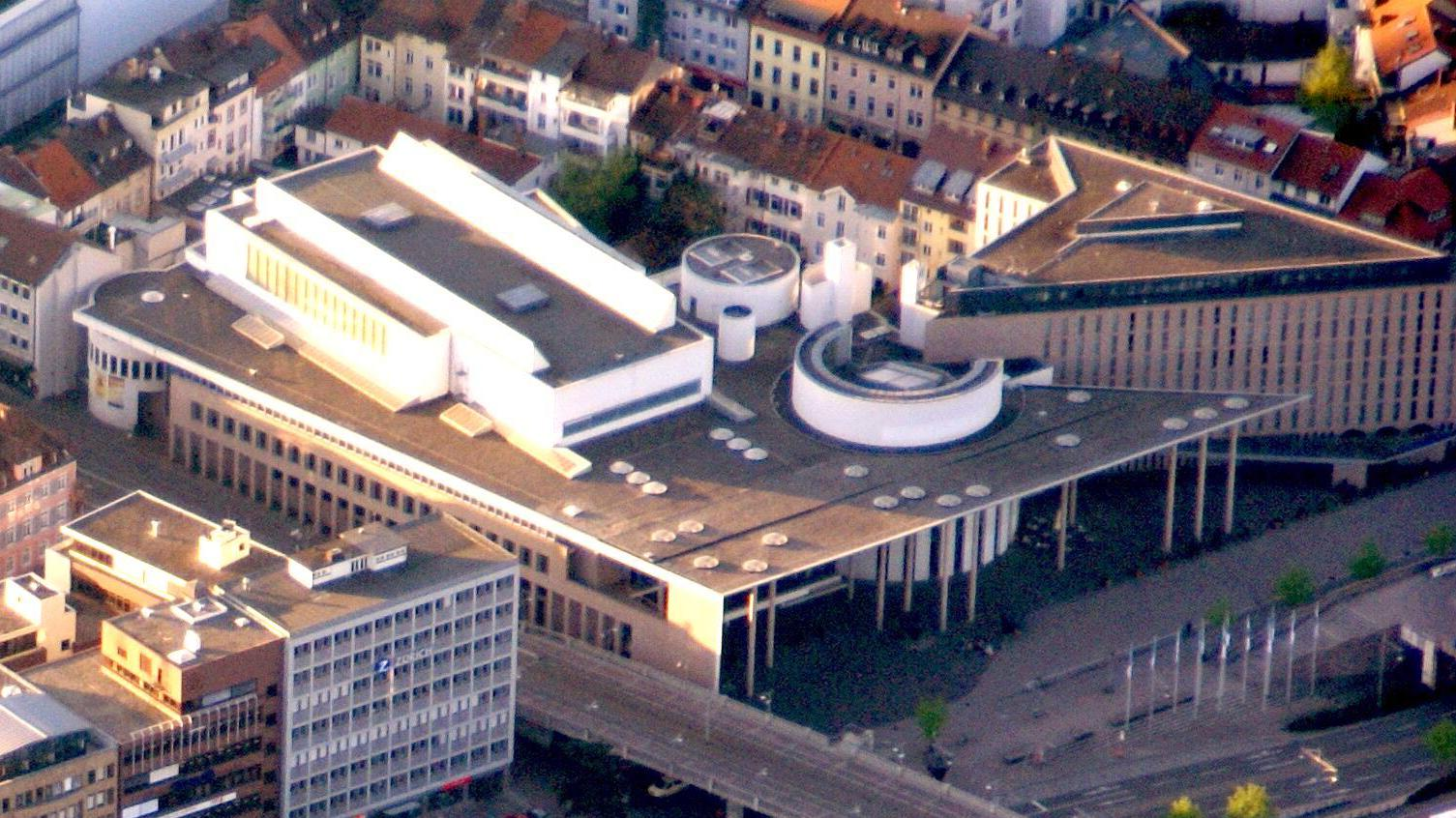
Luftaufnahme des Konzerthauses

Das Konzerthaus Freiburg ist ein 1996 eröffnetes Gebäude in Freiburg im Breisgau. Gebaut nach einem Entwurf des Architekten Dietrich Bangert, wird es für Konzert- und Kulturveranstaltungen sowie für Kongresse und Tagungen genutzt. Unter dem Arbeitstitel „Kultur- und Tagungsstätte“ (KTS) war es bis zu seiner Eröffnung eines der am heftigsten umstrittenen Bauvorhaben in Freiburg seit Kriegsende. Bis 2016 war es Hauptsitz des SWR Sinfonieorchester Baden-Baden und Freiburg. Es ist mit seinem variabel einsetzbaren großen Saal Austragungsstätte für zahlreiche weitere Veranstaltungen.

## Lage und Umgebung

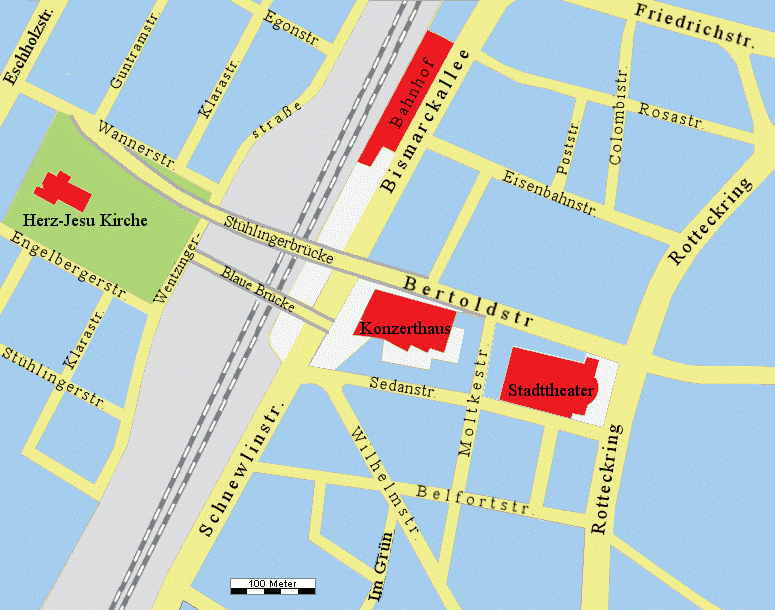
Lageplan des Konzerthauses

Das Konzerthaus nimmt einen großen Teil des Bebauungsblocks an der Bismarckallee zwischen Bertoldstraße und Sedanstraße am westlichen Rand des Freiburger Stadtteils Altstadt ein. Die Wiwilíbrücke verbindet für Fußgänger den Konrad-Adenauer-Platz als Vorplatz direkt mit der Grünfläche vor der Herz-Jesu-Kirche im benachbarten Wohnviertel Stühlinger. Auf der rückwärtigen Seite befindet sich im angrenzenden Bebauungsblock das Stadttheater.
Das Konzerthaus besitzt durch seine direkte Nachbarschaft zum Hauptbahnhof, zu den Straßenbahnhaltestellen auf der Stühlingerbrücke, zum Busbahnhof und mit der eigenen unterirdischen Konzerthausgarage eine optimale Verkehrsanbindung innerhalb Freiburgs. Die Station Wiwilíbrücke des Fahrradverleihsystems Frelo befindet sich am südlichen Ende des Konrad-Adenauer-Platzes. Die Wiwilíbrücke selbst mit täglich über 10.000 Radfahrern ist Ausgangspunkt verschiedenen Radwege etwa des FR 5 oder des Radschnellweges nach Kirchzarten, was für eine gute Anbindung des Konzerthauses für den Radverkehr sorgt.
Als Unterkunftsmöglichkeiten sind unter anderem das im selben Block errichtete Novotel-Hotel (ehemals Dorint) und das InterCityHotel im Bahnhof in unmittelbarer Nähe.

## Architektur
Zur Illustration siehe auch Bildergalerien unter Weblinks
Dem Architekten Dietrich Bangert zufolge ist das Konzerthaus in seiner Bauweise nicht einer gängigen Schule oder einem Baustil zuzuordnen. Vielmehr repräsentieren die lose in die asymmetrische Grundfläche eingefügten Säle und das großzügig auf mehreren Ebenen angelegte und an vielen Punkten über Treppen verbundene Foyer „ein kleines Stück Stadt unter einem Dach“. Die Fassaden stellen die alten Blockgrenzen nahezu vollständig wieder her und durch Übernahme der angrenzenden Gebäudehöhen passt sich das Gebäude in das umgebende Stadtbild ein und überragt es nicht.

### Eingangsbereich und Foyer

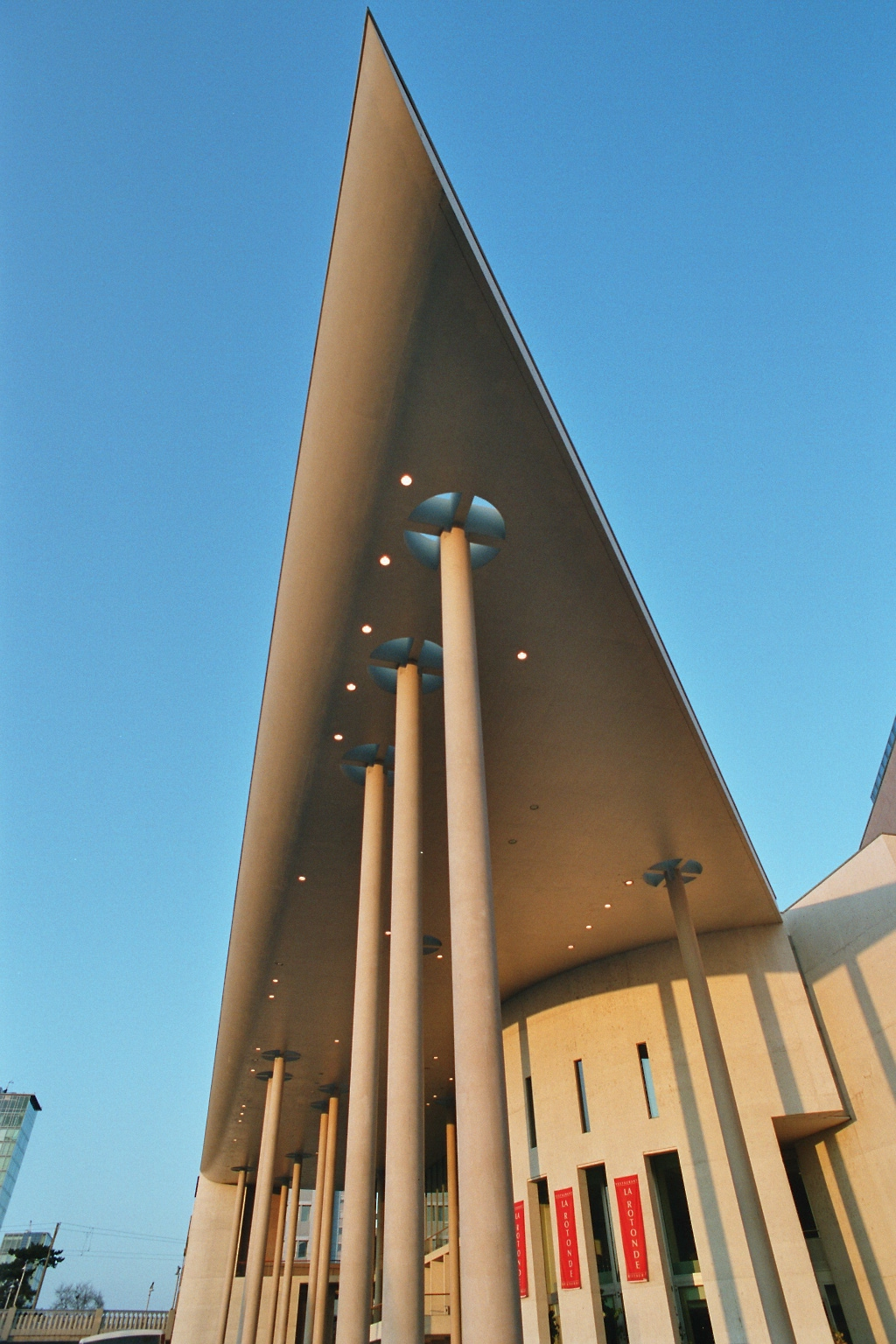
Das Dach der Stadtloggia

Während die Nordfassade in graurosa Granit mit einem Säulengang (Kolonnade) einen geschlossenen Eindruck bietet und damit die in der Bertoldstraße durchgängig hohe Bauflucht übernimmt, öffnet sich nach Westen eine breite Glasfront mit dem Haupteingang. In etwa 20 m Höhe wird sie von einer großen, spitzwinklig zulaufenden und von Säulen getragenen Stadtloggia in grauweißem Sichtbeton überspannt. Sie bildet den „Außenbereich des inneren Raumgefüges“ und soll bei Betreten des Platzes schon das Gefühl erzeugen, das Gebäude betreten zu haben. Die Stadtloggia war als einziges markantes Außenmerkmal auf dem früheren Logo des Konzerthauses abgebildet.

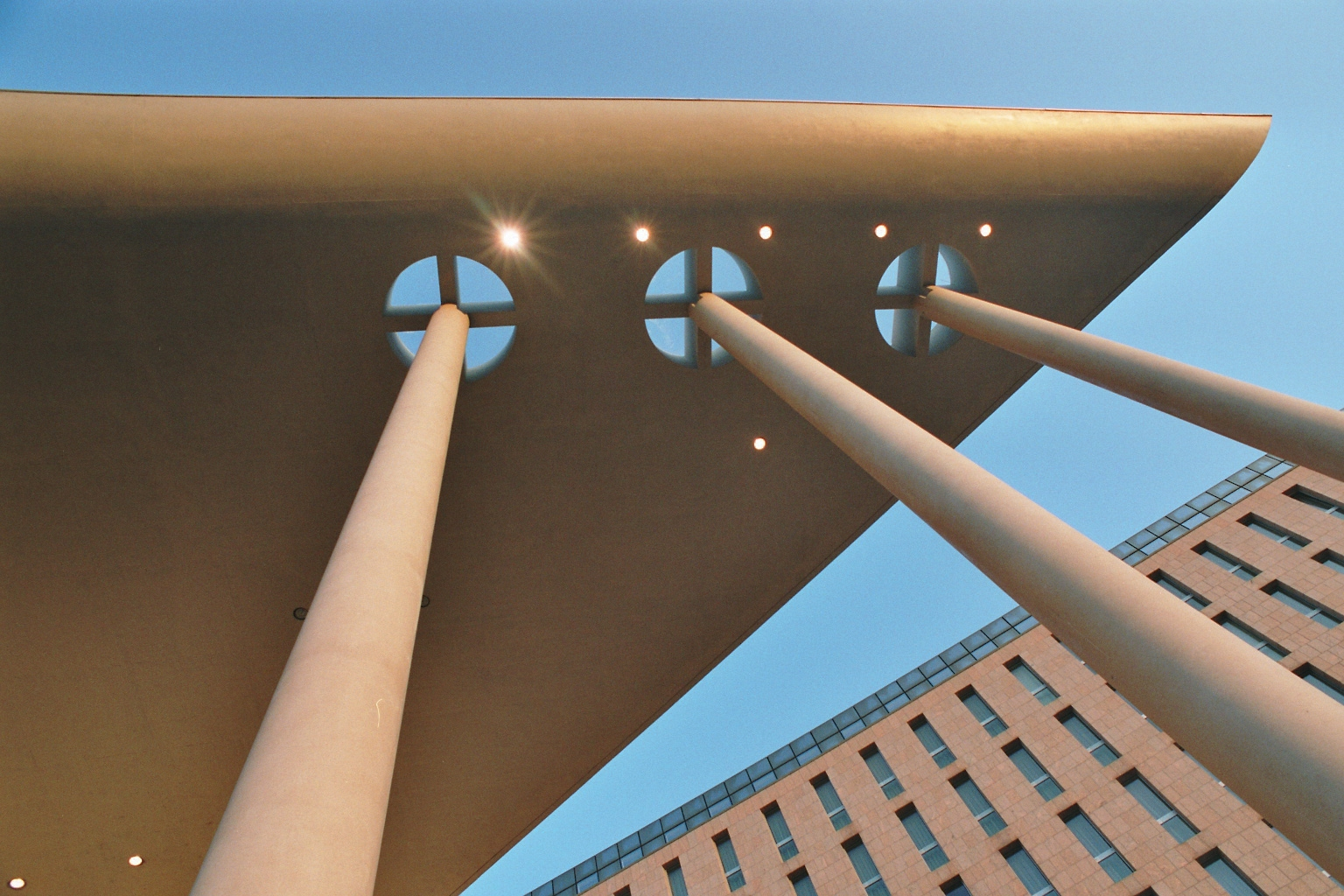
Fenster an den Schäften der Säulen

Im EG befinden sich der Empfangstresen und die Garderoben. Das in diffusem Tageslicht und abends tageslichtähnlich beleuchtete Foyer bietet vor allem im ersten Obergeschoss Platz für Empfänge und Ausstellungen. Die tragenden Säulen enden dabei, wie auch die Säulen der Stadtloggia, in einem lichtdurchlässigen Fensterkreuz, das zusammen mit dem weich fallenden Licht an den Wänden „auch die untere Ebenen harmonisch einbindet“. Dort befindet sich auch der obere Zugang zum Parkett des Rolf-Böhme-Saals (bei Konzertbestuhlung) und ein größerer Balkon unterhalb der Stadtloggia. Über eine Galerie im 2. OG erreicht man die Zugänge zu den Seitenrängen und zur Empore des großen Saals sowie den Runden Saal am südwestlichen und den kleinen Saal am nordöstlichen Ende des Gebäudes sowie einen weiteren Balkon. Die mit Teppich ausgelegten Treppen auf beiden Seiten bieten die Möglichkeit zur Aufteilung und Mehrfachnutzung des ganzen Gebäudes und die schnelle Erreichbarkeit aller Geschosse des Konzerthauses.

### Rolf-Böhme-Saal

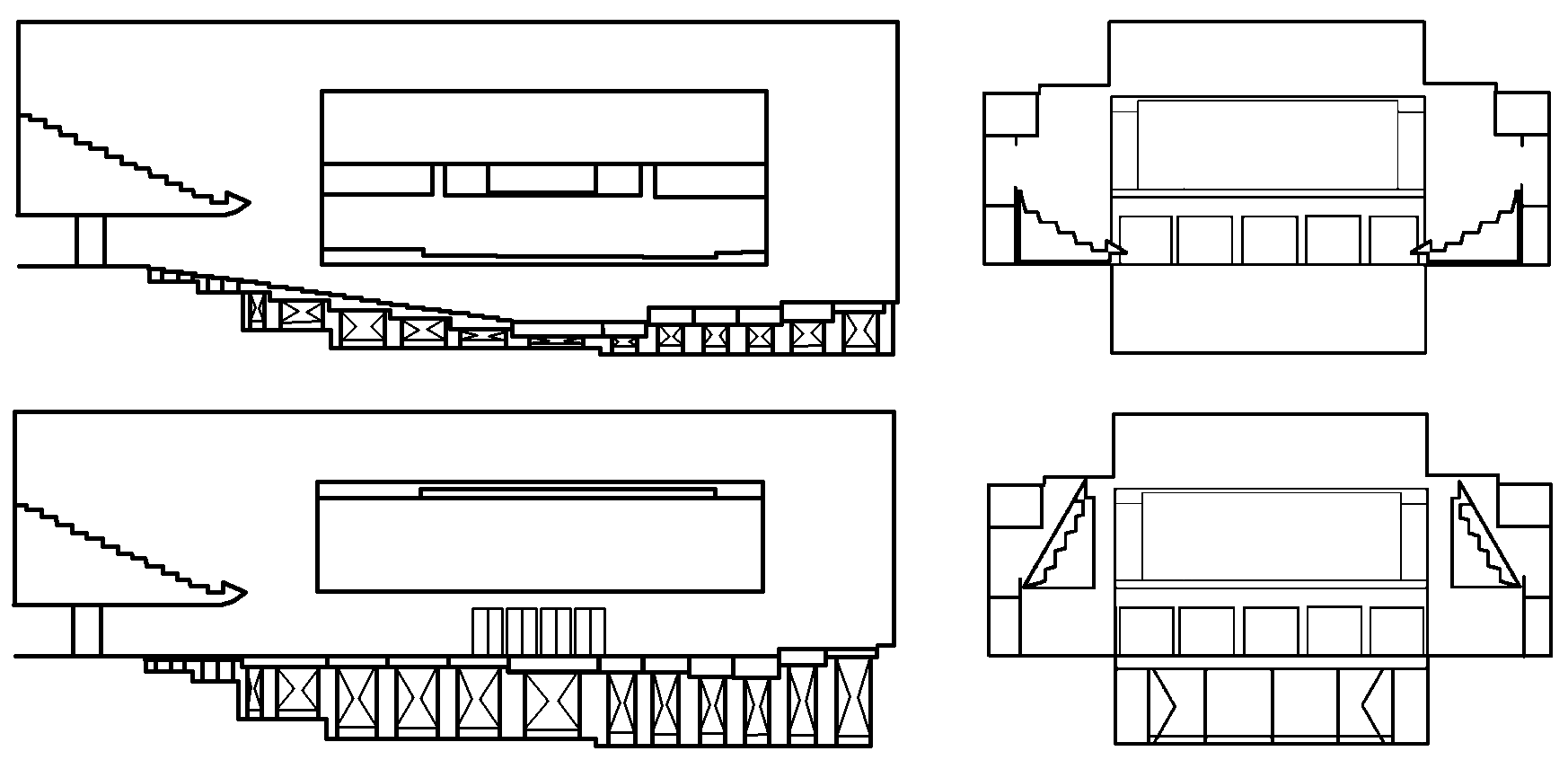
Skizze des großen Saals in Konzertausführung (o.) und Bankettausführung (u.)

Das Herzstück des Konzerthauses ist ein rechtwinkliger, 47 m langer und 19 m breiter Konzertsaal in durchschnittlich 17 m hoher Ausführung, der in der Art eines Kirchenschiffs angelegt ist. Er wurde nach dem früheren Oberbürgermeister Freiburgs Rolf Böhme benannt, in dessen Amtszeit das Konzerthaus errichtet wurde. Die langgezogenen, bis zur Bühne reichenden, tiefen Seitenränge des großflächig mit amerikanischer Kirsche getäfelten Raums geben dem Saal zusätzlich den Charakter einer Arena. Mit Konzertbestuhlung fasst er 1744 Personen und ist damit nach dem Festspielhaus Baden-Baden der zweitgrößte Konzertsaal in Südbaden.
Bislang einmalig ist die große Variabilität des Saals. So kann das in Streifenpodien gegliederte Parkett, dessen tiefster Punkt fast auf Straßenniveau liegt, über Spirallifte vollständig auf Höhe der Hauptebene des Foyers gefahren werden, um eine durchgängige Fläche zu bilden und die Möglichkeit zum Aufbau eines Banketts zu geben. Zusätzlich können die Seitenränge über ein Seilzugsystem mitsamt Bestuhlung um 90 Grad nach oben gezogen werden, eröffnen dadurch weitere seitliche Zugänge und verkleinern durch die entstehenden niedrigen Seitenschiffe das Volumen des Raumes erheblich. Darüber hinaus tragen freigelegte schallabsorbierende Flächen und großflächige Öffnungen den unterschiedlichen akustischen Voraussetzungen für den Musikbetrieb und für Veranstaltungen mit Sprachbeiträgen Rechnung. Um die ungünstigen Effekte des hohen Bühnenraums auszugleichen, wurden 30 in der Höhe verstellbare, kreisrunde Schallsegel aus Acrylglas installiert und bewegliche Paravents erstellt. Sie sollen, zwischen den Musikern und der Rückwand aufgestellt, zusammen mit den Schallsegeln zusätzliche Resonanzräume bieten. Dadurch werden auch die fehlenden Resonanzräume, die ursprünglich bei einer Orgel für die Rückwand des Saales eingeplant waren, teilweise ausgeglichen. Der Saal kann durch die Oberlichter auch mit Tageslicht beleuchtet werden.

### Runder Saal

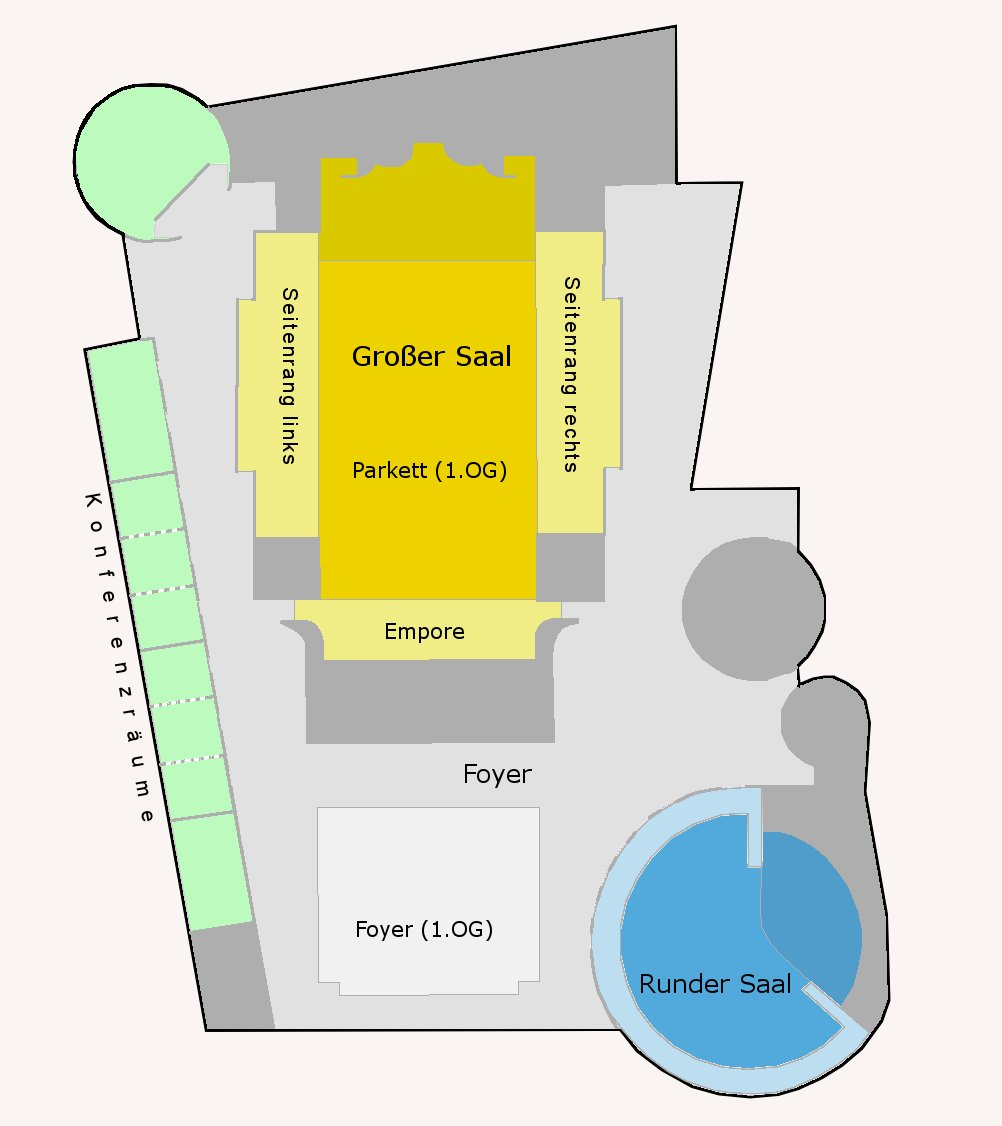
Lageplan der Säle im 2. OG

Im zweiten Obergeschoss bilden zwei kreisrunde Säle am südwestlichen und nordöstlichen Rand ein Kontrastprogramm zur Axialität des großen Saals. Die große Trommel im Südwesten ist dabei nur im zweiten Stock vom Konzerthaus aus begehbar, die beiden darunter liegenden Stockwerke wurden im Rahmen der Kostenersparnis zur Nutzung an das Hotel abgegeben. Als Amphitheater mit 27 m Durchmesser angelegt, fasst dieser Runde Saal bestuhlt bis zu 350 Personen. Die an den Wänden entlanglaufende niedrige Empore verstärkt gegenüber dem großen Saal den Eindruck der Introvertiertheit, wogegen das große zentrale Oberlicht und ein geplantes, aber nicht umgesetztes zentrales Podium das Publikum „wie ums Feuer“ versammeln sollten. Der Saal ist damit insgesamt auf Sprachbeiträge wie Vorträge und Lesungen ausgelegt, aber auch für Kleinkunstveranstaltungen und Kammermusik geeignet.

### Tagungsräume, Verwaltung und Nutzräume
Angefangen mit der kleinen Trommel im Nordosten des Gebäudes, stehen im zweiten Obergeschoss insgesamt neun Tagungsräume entlang der Bertoldstraße zur Verfügung. Von den acht rechteckigen Räumen lassen sich die mittleren sechs variabel kombinieren und so unterschiedlichen Anforderungen anpassen. Sie sind, wie die darüber liegenden Büros, mit moderner Kommunikationstechnologie ausgestattet.
Für den Konzertbetrieb existieren im Erdgeschoss Künstlergarderoben, ein Aufenthaltsraum im Zwischengeschoss hinter dem großen Saal, Räume für Regie, Tontechnik, Übersetzer und Verwaltung unter dem Dach sowie Instrumentenlager im Untergeschoss. Alle Räume sind über interne Treppen oder Aufzüge ohne Kontakt zum Publikumsbereich erreichbar. Externe Veranstalter können den Innenhof über die Sedanstraße anfahren und die Bühne ebenerdig über die Rückwand des großen Saals beliefern.

## Baugeschichte

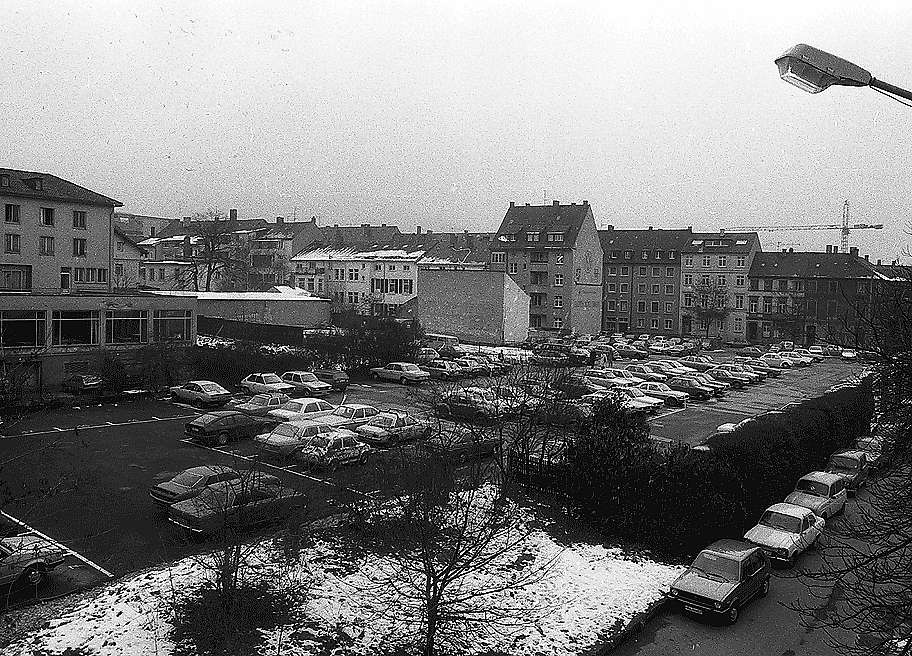
Heutiger Standort des Konzerthauses Freiburg im Jahr 1984, Blick von der Stühlingerbrücke

### Vorgeschichte (bis 1983)
Bei der Bombardierung in der Nacht vom 27. November 1944 verlor Freiburg mit der Kultur- und Festhalle am Stadtgarten seinen bis dahin größten öffentlichen Versammlungsraum. Sie war 1854 vom badischen Architekten Friedrich Eisenlohr vollendet worden und bot Platz für bis zu 5000 Personen. Auch durch den Bau der Stadthalle 1954 konnte diese Lücke nur unzureichend geschlossen werden, da sich das Einraumkonzept der Halle und der abgelegene Messestandort am östlichen Rand der Innenstadt für viele Veranstaltungen als unzureichend erwies. Außerdem hatte sich das Stadtzentrum bis Mitte der 70er Jahre aufgrund zahlreicher Neubaugebiete und Stadteingliederungen immer weiter nach Westen in die Rheinebene verlagert.
Ende der 1970er Jahre nach einem Entwurf des Architekten Manfred Saß wurde daher ein Projekt zur kompletten Überbauung der Bahn zur Verbindung der Stadtteile und Stühlinger geplant. Da hierfür jedoch immense Baukosten von rund 86 Millionen DM erwartet wurden und die Deutsche Bundesbahn durch die zunehmenden Konkurrenz des Flugzeugs kein Geld für Großprojekte ausgeben wollte, kam die Bahnhofsplatte nie über den Status eines Pilotprojekts hinaus. Weitere Entwürfe, die bereits zu diesem Zeitpunkt verworfen worden waren, sahen einen Neubau hinter dem Stadttheater oder die Erweiterung des Karlsbaus vor.

### Planungsphase (bis 1992)

#### Das Projekt „Kultur- und Tagungsstätte“
1982 führten Regierungswechsel auf allen politischen Ebenen zu einer kurzfristigen Unterbrechung der Bestrebungen, ein großes öffentliches Gebäude zu errichten.
Zwei Jahre später sicherte Ministerpräsident Lothar Späth dem Oberbürgermeister Rolf Böhme die finanzielle Unterstützung des Landes zu. Im März 1984 wird eine Projektstudie „Kultur- und Tagungsstätte“ angefertigt und vom Gemeinderat genehmigt.
Diese Studie nutzte, in Anlehnung an die zuvor angeregte Bahnhofsplatte, ein stadteigenes Grundstück in unmittelbarer Nähe des Bahnhofs. Mit geschätzten 80 Millionen DM Baukosten und einem Gebäude, das sich in die umliegende Architektur anpasst anstatt sie zu überragen, war die Studie wesentlich realistischer und den leeren Kassen angemessener als der gescheiterte Vorgänger.
Ein anschließend in Auftrag gegebenes Gutachten zu Marktchancen und Wirtschaftlichkeit des Projekts verfeinerte die Richtlinien und legte Rahmenbedingungen für die Größe des Hauptsaals mit 1600 Plätzen bei flexibler Nutzbarkeit sowie die Planung eines benachbarten Hotels in privater Trägerschaft fest.
Mit dem Gemeinderatsbeschluss vom 12. November 1985 wurden die Kosten auf 70,5 Millionen DM festgelegt, die mit 30 Millionen DM Landesmitteln und einer günstigen Eigenkapitalbildung der städtischen Kommunalbaugesellschaft finanziert werden sollten. Dabei wurde eine Preissteigerung bis zum geplanten Eröffnungstermin 1991 auf insgesamt 76 Millionen DM einkalkuliert. Zur Realisierung wurde ein zweistufiger Architektenwettbewerb mit relativ strikten Vorgaben durchgeführt, um gewagte und mit großem Kostenrisiko verbundene Vorschläge zu vermeiden.

#### Widerstand gegen die KTS
Während das Projekt im Gemeinderat und bei Veranstaltern großen Zuspruch erfuhr und bereits 1984 der später namensgebende Förderverein Konzerthaus Freiburg gegründet worden war, artikulierten sich auch bald die Gegner des Projekts. So wurde die bereits im Zuge des Projekts Bahnhofsplatte ins Leben gerufene Bürgerinitiative gegen das Kongreßzentrum reaktiviert und richtete sich nun gegen die in der medialen Berichterstattung zum Akronym eingedampfte „KTS“. Diese Initiative war aus Kreisen der autonomen Hausbesetzerszene entstanden und vormals durch heftige Auseinandersetzungen mit der Polizei in Erscheinung getreten.
Bei der Opposition gegen das Konzerthaus stützten sich die Gegner zunehmend auf offene Briefe, Unterschriftenaktionen und öffentliche Veranstaltungen. Das kann, neben einer generellen Neuausrichtung der alternativen Szene mit Einzug der Grünen in den Bundestag, auch an der Deeskalationspolitik der neuen städtischen Regierung gelegen haben, die der Szene beispielsweise durch Erhalt und Sanierung des zentrumsnahen Wohngebiets „Im Grün“ entgegengekommen war. Die politische Stärkung der vormals außerparlamentarischen Linken zeigte sich bereits bei der Landtagswahl 1984, bei der die Grünen mit 15,7 % in Freiburg bereits doppelt so stark vertreten waren wie im Landesdurchschnitt.
Die Argumentationsweise der Gegner bezog sich jedoch weiterhin nur auf die allgemeine marktwirtschaftliche Entwicklung der Stadt und die befürchtete Beschränkung öffentlicher Mittel durch zu hohe (laufende) Ausgaben für das Gebäude. In einer akademischen Schrift erklärte der Gründer der Bürgerinitiative seine Motivation mit den Worten, sie bestehe „nicht auf einem besonderen Interesse an dem Objekt“, sondern darin, „über ein Bürgerbegehren die Freiburger Bürger zu politisieren“ und dadurch ein Interesse an Basisdemokratie zu erzeugen.

#### Architekturwettbewerb und Bürgerentscheid
Zwischen 1986 und 1988 wurde ein zweistufiger Architektenwettbewerb durchgeführt, dessen Vorschläge in der Öffentlichkeit breit diskutiert wurden und zu einer weiteren Polarisierung der Freiburger Bürgerschaft führten.
Im ersten Wettbewerb standen städtebauliche Aspekte im Vordergrund, und es wurden vielfältige Vorschläge, von „Spiegelung“ des angrenzenden Stadttheaters mit großem Vorplatz bis hin zu einem fast vollständigen Erhalt der Blockgrenzen ohne Vorplatz in die engere Auswahl aufgenommen. Im zweiten Wettbewerb setzte sich jedoch bald der später umgesetzte Entwurf des Berliner Architekten Dietrich Bangert durch, der nach einer ersten Überarbeitung zur Kostenreduktion am 9. Februar 1988 mit geschätzten Baukosten von 90 Millionen DM auf Preisbasis von 1987 vom Gemeinderat akzeptiert wurde.
Dieser Gemeinderatsbeschluss war die Grundlage für das Bürgerbegehren der Konzerthausgegner, um einen Bürgerentscheid herbeizuführen. Das erforderliche Quorum für das Begehren von 12.000 Stimmen wurde mit 15.338 stimmberechtigten Unterzeichnern schnell erreicht und die Abstimmung für den 26. Juni 1988 angesetzt.
Im nun folgenden kurzen, aber heftigen Abstimmungskampf wurde die Durchführung des Projekts immer ungewisser und die Argumente pro und contra verdichteten sich auf folgende Punkte:
| Befürworter | Gegner |
| --- | --- |
| Positive Auswirkungen auf Wirtschaftskraft und Arbeitsplätze und Bedeutungsgewinn als Oberzentrum ist zu erwarten | Die KTS ist ein bürgerfremdes, gigantomanisches und zentralistisches Vorhaben des „Späthkapitalismus“     |
| Musik-, Tagungs- und Bürgerschaftsveranstaltungen benötigen diesen Raum                                           | Das mit 90 Millionen DM verniedlichte Investitionsvolumen kann für andere Zwecke besser verwendet werden. |
| Der Bahnhofsbereichs muss städtebaulich entwickelt werden                                                         | Billiger Wohnraum am Innenstadtrand wird verdrängt                                                        |

Mit 50 % wurde beim Bürgerentscheid eine ungewöhnlich hohe Abstimmungsbeteiligung erreicht, die mit der bei einer Kommunalwahl üblichen vergleichbar ist. Das Ergebnis war ein deutlicher Sieg der Gegnerschaft mit 36.439 Stimmen gegenüber 29.289 Stimmen der Baubefürworter. Das in der Gemeindeordnung festgelegte Mindestquorum von 30 % der stimmberechtigten Bürger, das bei 39.657 Stimmen und damit nur 3000 Stimmen über der erzielten Mehrheit lag, verhinderte einen erfolgreichen Abschluss der Initiative. So bestätigte der Gemeinderat am 28. Juni 1988 den bereits gefassten Beschluss zum Bau des Gebäudes.

#### Überarbeitung und konkrete Planung
Wenn auch der Bürgerentscheid aufgrund einer Formalie gescheitert war, blieb er nicht wirkungslos. Die eintretende Konkretisierung der Planung war stets von großem öffentlichem Interesse begleitet und der Kostendruck damit hoch. So wurde die Überarbeitung immer wieder mit ungewissem Ausgang unterbrochen und erstreckte sich bis über die Gemeinderatswahlen 1989 und die Bürgermeisterwahl 1990 hinaus bis Mitte 1991.
Der letzte Entwurf erhielt dadurch konsequent reduzierte Gebäudeflächen, was auch mit der Abgabe der zwei unteren Geschosse in der Großen Trommel an das Hotel verbunden war. Unabhängig vom äußeren Druck wurde in diesem Schritt aber auch die ausgefeilte Bühnentechnik des großen Saals entworfen und die Grundzüge der Akustik des Saals ermittelt.
Befürworter des Projekts geben der langen Planungsphase die Schuld an stetig steigenden Kosten, die auf das starke Wirtschaftswachstum der Zeit und auf die allgemeine Preissteigerung im Bausektor zurückzuführen seien. Bei Erhöhung des Landeszuschusses um 10 Millionen DM stiegen die hochgerechneten Baukosten auf 130 Millionen DM. Ein daher von Kritikern angestrebter zweiter Bürgerentscheid scheiterte daran, dass die Überarbeitungsmaßnahmen nicht als neuer Entwurf gewertet wurden und damit ein erneuter Entscheid unzulässig war. Die Gegner gingen 1991 bis vor das Oberverwaltungsgericht, unterlagen aber auch hier. Damit konnte 1992 mit den Bauarbeiten begonnen werden, zwei Jahre nach dem Baubeginn am gleichzeitig geplanten Hotel und zu einem Zeitpunkt, an dem während des Architekturwettbewerbs bereits mit einer Eröffnung des Gebäudes gerechnet worden war.

### Bauphase 1992–1996
Im Mai 1992 begannen die Aushubarbeiten zu den Tiefgaragen unterhalb des Konzerthauses, so dass im Oktober 1992 die Grundsteinlegung zum Konzerthaus in der Bausohle des dritten Garagengeschosses stattfand. Die Rohbauarbeiten dauerten bis 1994 an und wurden von kleineren Veränderungen begleitet, etwa der Planung einer eigenen Küche im Konzerthaus sowie längeren Verhandlungen mit dem SWR Sinfonieorchester über dessen zukünftigen Hauptstandort. Kurz nach dem offiziellen Richtfest am 28. April 1994 konnte dann auch der Umzug dieses prestigeträchtigen Orchesters und damit verknüpft auch finanziellen Hilfen von 10 Millionen DM verkündet werden.
Nahezu gleichzeitig wurde im Rahmen einer Hausbesetzung auf dem Gelände der ehemaligen französischen Kaserne im Vauban der Kulturtreff in Selbstorganisation als autonomes Zentrum gegründet. Umgangssprachlich wird es, trotz des eindeutig maskulinen Backronyms, als „die KTS“ abgekürzt und ist seither zentrale Anlaufstelle der autonomen Szene in Freiburg. Bis auf sporadische kleinere Protestaktionen ging von den in der KTS vertretenen Gruppen jedoch keine weitere organisierte Gegnerschaft zum Konzerthaus aus.
Die ab 1994 erfolgten Ausbauarbeiten wurden vorwiegend von Betrieben aus der Region vorgenommen und dauerten weitere zwei Jahre an.

### Entwicklung und Veränderungen seit der Eröffnung
Am 28. Juni 1996 wurde das Konzerthaus feierlich eröffnet und dem Betreiber, der Freiburger Wirtschaft und Touristik GmbH (FWT) übergeben. In den folgenden Jahren etablierte es sich als einer der repräsentativsten Austragungsorte für kulturelle Veranstaltungen und Tagungen und konnte bis 2001 eine kontinuierliche Auslastung von 86 % und etwa eine Million Besucher verbuchen. Daneben sorgten jedoch auch die endgültigen Baukosten von 148,1 Mio. DM (12. Mai 1998) und ein Defizit um die 4 Mio. DM jährlich für Gesprächsstoff bis hinein in den Wahlkampf zur Bürgermeisterwahl 1998.
| nach Datum der Veröffentlichung der Berechnung und unter Berücksichtigung der allgemeinen Baupreissteigerung |             |             |             |             |
| 1987 | 90 Mio. DM  | –           | –           | –           |
| 1991 | 107 Mio. DM | 131 Mio. DM | –           | –           |
| 1996 | 115 Mio. DM | 168 Mio. DM | 143 Mio. DM | –           |
| 1998 | 116 Mio. DM | 170 Mio. DM | 144 Mio. DM | 148 Mio. DM |

Neben der politischen Auseinandersetzung wurden allerdings vor allem die akustischen Gegebenheiten im großen Saal bemängelt. Neben den Mitgliedern des SWR Sinfonieorchesters, die mit 150 Probentagen im Jahr die häufigsten Mieter waren, beklagten sich auch die Berliner Philharmoniker bei ihrem ersten Gastauftritt über erschwerte Bedingungen. So konnten sich die Musiker untereinander nur schwer hören, da der Schall in den 14 m hohen Raum über der Bühne entweicht. Auch bei leerem Saal, wie es bei CD-Produktionen häufig der Fall ist, war die Akustik nur schwer beherrschbar. Solche Probleme sind in großen Konzertsälen kurz nach der Eröffnung allerdings keine Seltenheit und so wurden 2001, nach zweijähriger Testphase, 30 kreisrunde Schallsegel eingebaut, die in der Höhe verstellbar an der Decke über dem Bühnenraum angebracht sind. Zusammen mit den zwölf beweglichen Paravents ergaben sich daraus weitere Investitionen in Höhe von 800.000 DM für die FWT. Dennoch halten einige Kritiker weitere Maßnahmen für notwendig, um beispielsweise mit der hohen Qualität im Festspielhaus Baden-Baden konkurrieren zu können.
Beim Papstbesuch in Deutschland 2011 war das Konzerthaus Freiburg eine Station von Benedikt XVI. Der Papst hielt dort eine Rede, zu der Persönlichkeiten aus Kirche und Gesellschaft geladen waren.
Von Sommer 2015 bis 2017 musste das undichte Flachdach saniert werden. Dabei wurde im März 2016 eine nicht fachgerecht montierte Plexiglaskuppel von 2,50 Metern Durchmesser durch starken Wind vom Dach gefegt. Verletzt wurde niemand. Im Zuge der Sanierung wurde 2017 auf dem Dach des Konzerthauses eine Photovoltaikanlage mit einer Leistung von 60 Kilowatt peak installiert.

## Konstruktion und Daten

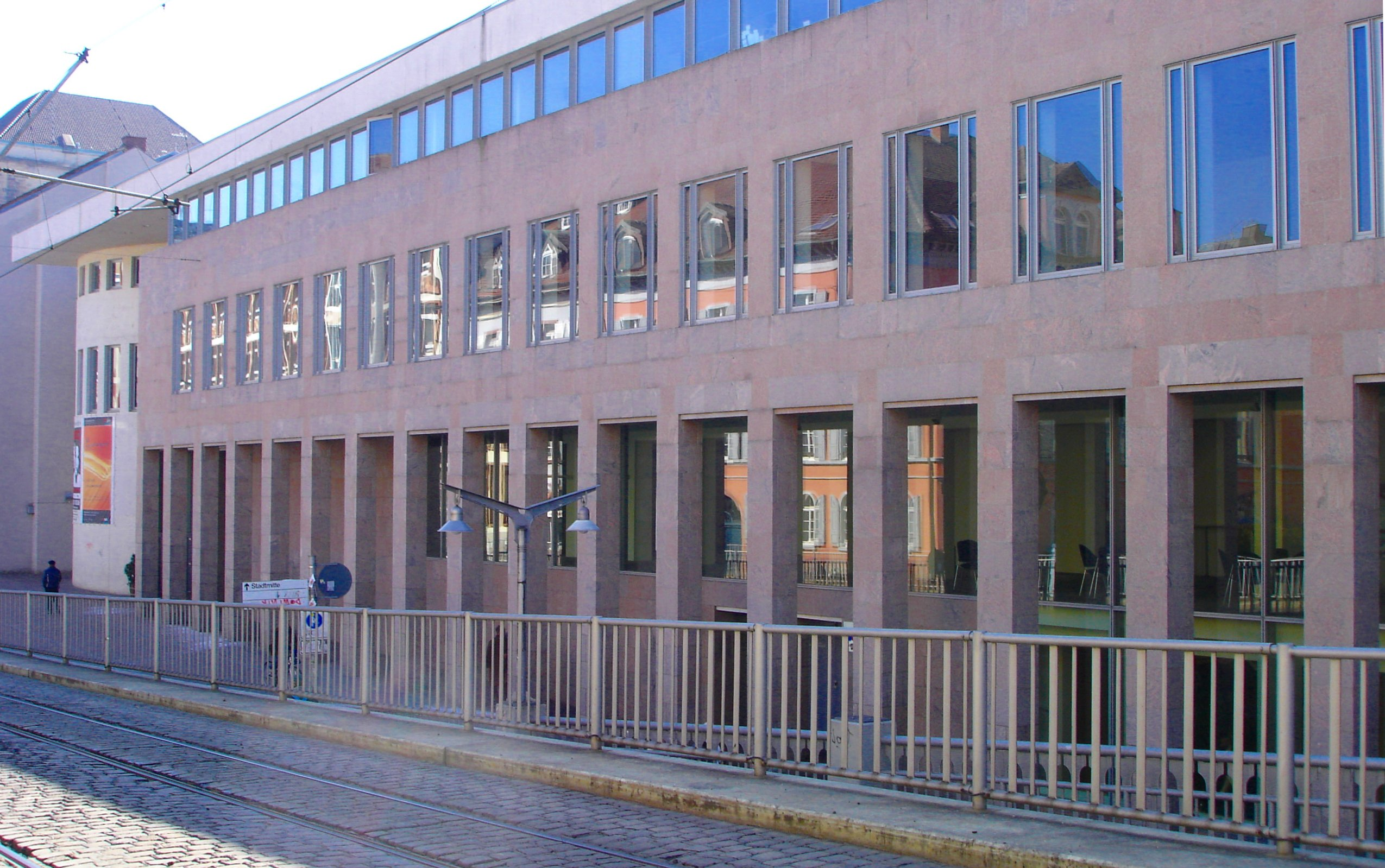
Granitverkleidung der Nordfassade

Als Tragwerk wurde eine Konstruktion aus Stahlbeton errichtet, in die insgesamt 30.000 m³ Beton und 6.500 t Betonstahl verbaut wurden. Das Gebäude mit 3-geschossiger Tiefgarage hat einen Bruttorauminhalt von 136.664 m³ und eine Bruttogeschoßfläche von 30.018 m². Die Fassaden wurden mit Granit verkleidet, verputzt oder in Sichtbeton gegossen, das Foyer ist nach außen hin großflächig verglast. Im Innenausbau wurden hauptsächlich, Putz, Sichtbeton und amerikanische Kirsche (black cherry) für die Wände sowie Teppich und wiederum Kirsche als Bodenbelag verbaut. Im Gebäude wurden etwa 5.300 Leuchten an das Stromnetz mit ca. 512 km Stromleitungen angeschlossen.

## Literatur

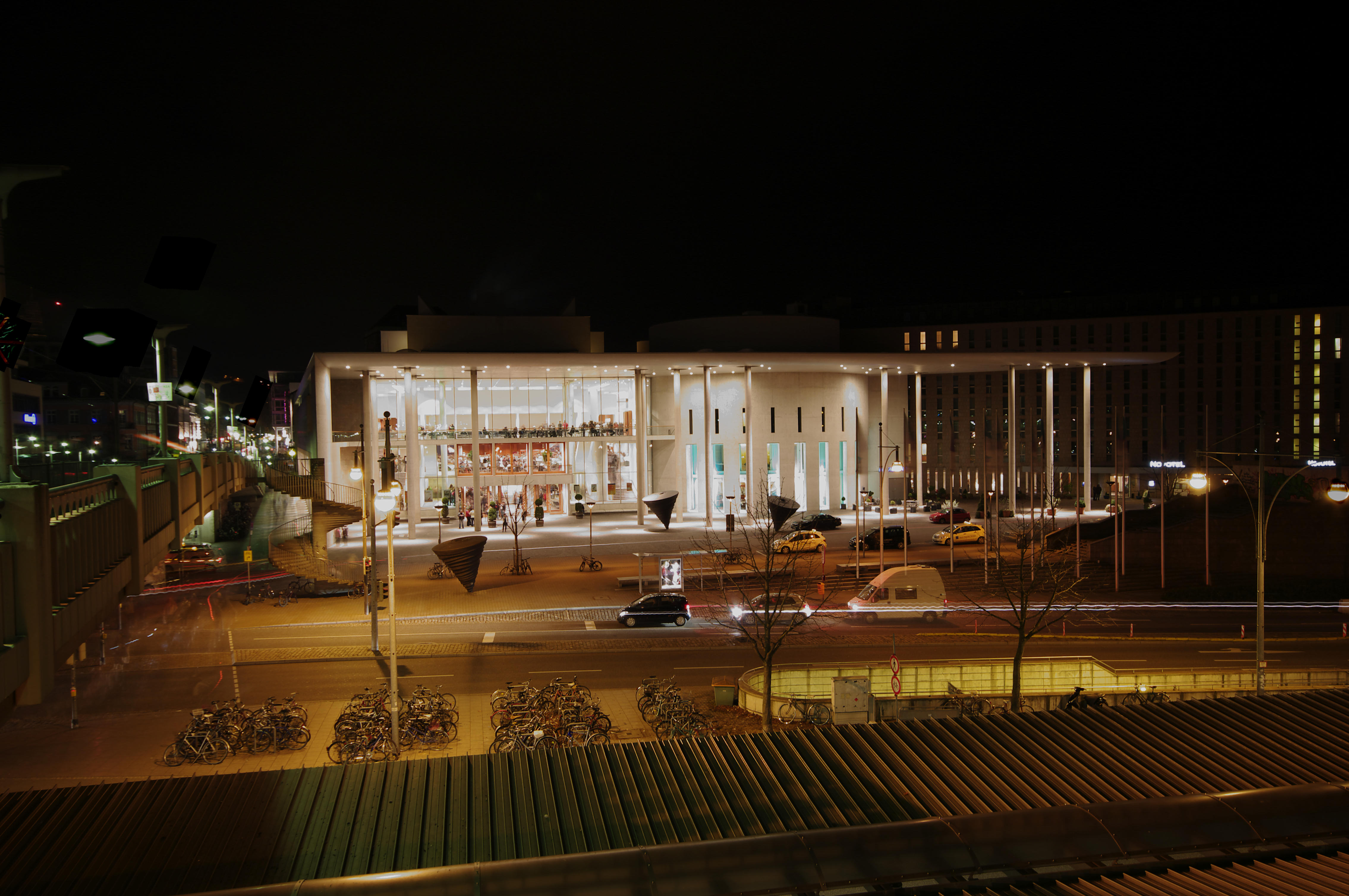
Westfront bei Nacht

### Technischer Ausbau des großen Saals

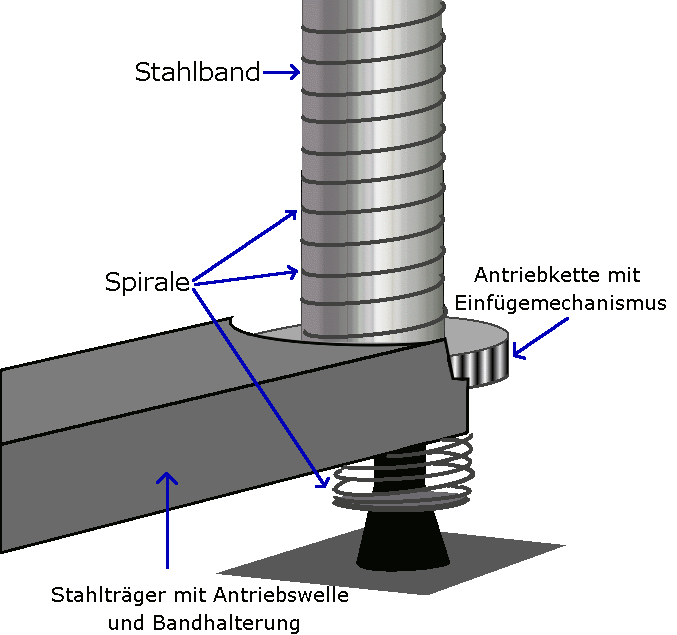
Skizze eines Spiralhubzylinders

Die seitlichen Rangemporen mit einem Eigengewicht von ca. 45 t können über 2 elektromechanische Seilwindenantriebe mit 7,5 kW Leistung in etwa 5 min. und einer Hubgeschwindigkeit von 1,2 m/min. hochgeklappt werden. Der unterteilte Saalboden mit einem Eigengewicht von insgesamt etwa 300 t wird mittels Spiralhubzylindern angehoben. Dabei wird ein Stahlband kontinuierlich von einem Elektromotor in eine Stahlspirale hineingeschoben und baut so eine senkrechte Säule auf. In abgelassenem Zustand nehmen Spirale und aufgerolltes Band mitsamt der Hubkonstruktion etwa 50 cm Einbauhöhe ein und ermöglichen das Anheben um bis zu 5 m. Mit Nutzlasten von 500 kg/m² in Ruhe und 250 kg/m² in Bewegung können die Podien mit Geschwindigkeiten zwischen 2 und 8 cm/sek bewegt werden.

### Säle
| Großer Saal (Rolf-Böhme-Saal) (1000 m²)                                           | Großer Saal (Rolf-Böhme-Saal) (1000 m²) | 1776 (1774) Personen |
| --------------------------------------------------------------------------------- | --------------------------------------- | -------------------- |
| Parkett                                                                           | 19,00 × 47,00 m                         | 1106 Personen        |
| 2 Seitliche Emporen                                                               | 6,00 × 27 m                             | je 185 Personen      |
| Hinterer Rang                                                                     | 19,00 × 12,00 m                         | 300 Personen         |
| Runder Saal (300 m²)                                                              | Runder Saal (300 m²)                    | 436 (350) Personen   |
| Saal                                                                              | Ø 27 m                                  | 372 Personen         |
| Empore                                                                            | –                                       | 64 Personen          |
| Kleine Trommel (123)                                                              | Ø 13,00 m                               | 160 (130) Personen   |
| Seminarräume                                                                      | Seminarräume                            | 240 (238) Personen   |
| K2 bis K4 und K5 bis K7 können zu je einem oder zwei Sälen zusammengefasst werden |                                         |                      |
| K1 und K8 (62 m²)                                                                 | 12,00 × 5,00 m                          | (56) Personen        |
| K2 bis K7 (je 28 m²)                                                              | 5,60 × 5,00 m                           | (je 28) Personen     |

### Raumakustik zum Zeitpunkt der Inbetriebnahme
siehe auch: Raumakustik
| Großer Saal (Konzertsituation) | Großer Saal (Konzertsituation) |
| ------------------------------ | ------------------------------ |
| Nachhallzeit bei 500 Hz        | 2,0 Sekunden                   |
| Anzahl Zuhörer                 | 1776                           |
| Anzahl Musiker                 | 70                             |
| Raumvolumen                    | 16.326 m³                      |
| Großer Saal (Tagungssituation) |                                |
| Nachhallzeit bei 500 Hz        | 1,4 Sekunden                   |
| Anzahl Teilnehmer              | 1000                           |
| Raumvolumen                    | 13.712 m³                      |
| Runder Saal                    |                                |
| Nachhallzeit bei 500 Hz        | 1,2–1,4 Sekunden               |
| Anzahl Teilnehmer              | 436                            |
| Raumvolumen                    | 3.500 m³                       |